# Emmanuel de Rougé
Olivier-Charles-Camille-Emmanuel de Rougé, dit le « vicomte de Rougé », né le 11 avril 1811 à Paris et mort le 27 décembre 1872 au château de Bois-Dauphin à Précigné dans la Sarthe, est un égyptologue et philologue français.

## Biographie
Membre de la famille de Rougé, il nait à Paris, 10e arrondissement ancien, le 11 avril 1811, fils d'Augustin Charles Camille de Rougé dit « le comte de Rougé » et d'Adélaïde Charlotte Colombe de La Porte de Riantz. 
Il est aussi le petit-fils de François Pierre Olivier de Rougé.
Il est maire de sa commune de Précigné de 1871 à sa mort. Son fils lui succède dans cette fonction.

### Égyptologue
Il succède à Jean-François Champollion à la chaire d'égyptologie, restée six années vacantes à la suite du décès du découvreur des hiéroglyphes et à celui de son auxiliaire Nestor L'Hôte et, alors que Charles Lenormant prend la direction du Cabinet des médailles, c'est Jean-Jacques Ampère qui suggère le nom d'Emmanuel de Rougé pour cette succession. Dès lors le vicomte de Rougé va poursuivre l'œuvre commencée par Champollion et en premier lieu, s'attacher à réattribuer à Champollion la paternité de travaux et découvertes mises à mal par Ippolito Rosellini et Francesco Salvolini, rendant ainsi hommage à Champollion.
Conservateur des Antiquités égyptienne au musée du Louvre, à partir d'octobre 1863 jusqu'en juin 1864, Emmanuel de Rougé, visite l'Égypte, missionné pour déchiffrer les textes hiéroglyphiques. Il est accompagné de son fils Jacques (1841-1923) et du vicomte Aymard de Banville, photographe amateur. Ils utilisent les premiers la photographie en archéologie, et la technique avancée de Banville permet de restituer une image dont la netteté est largement supérieure aux autres travaux de l'époque. Leurs clichés sont édités en 1865 par Samson, et l'album est un des plus importants documents d'archéologie égyptienne.
Il fut conservateur du musée égyptien du musée du Louvre (1849), conseiller d'État (1854) et professeur d'archéologie égyptienne au Collège de France (1864). Il est l'auteur de plusieurs livres sur l'Égypte antique et son histoire.

### Membre de l'Œuvre des Écoles d’Orient
Le 4 avril 1856 il assiste à la fondation de l’Œuvre des Écoles d’Orient, connue actuellement sous le nom de L'Œuvre d'Orient ; il est membre de son premier Conseil général du 25 avril 1856.
Il est le dernier sénateur du Second Empire nommé par l'empereur Napoléon III, avant la défaite de Sedan qui empêcha la promulgation.

### Honneurs et distinctions
- Commandeur de la Légion d'honneur (12 aout 1868)[6]
- membre de l'Académie des inscriptions (1853).
- Des bustes le représentant sont exposés au Musée du Louvre et au musée du Caire en Égypte.

### Mariage et descendance

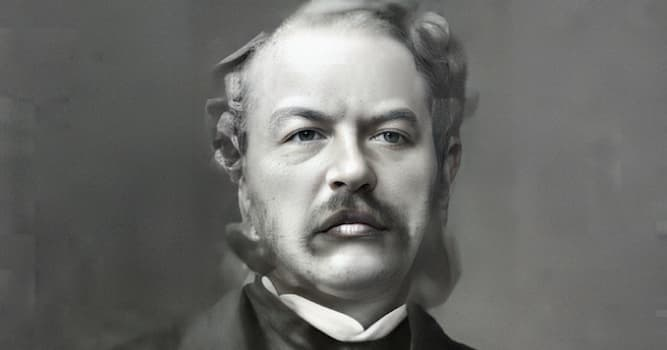
Emmanuel de Rougé

Il épouse à Paris le 30 mai 1838 Valentine Marie de Ganay, fille d'Anthelme de Ganay et de Claudine Marquet de Montbreton. Elle était la petite-nièce de Jacques Marquet de Montbreton de Norvins. Dont :
- Ernestine Marie Charlotte Yvonne de Rougé (Paris, 22 mars 1839 - château de Couvron, 30 octobre 1901), mariée à Paris 7e le 27 mai 1861 avec Henri de Saint Chamans (1831-1865), marquis de Saint Chamans, dont postérité ;
- Alexis Hervé Jacques de Rougé, auditeur au conseil d'État, maire de Précigné (Paris, 17 février 1841 - Précigné, 9 octobre 1922), marié à Paris 7e le 3 mai 1869 avec Marie Hutteau d'Origny (1845-1900). Dont postérité, notamment Alain de Rougé, député et conseiller-général de la Sarthe ;
- Suzanne Catherine Isabelle de Rougé (Paris, 18 mars 1844 -  château de Couvron, 7 décembre 1883), non mariée ;
- Eugène Charles Robert de Rougé, officier de cavalerie, artiste peintre (Paris, 16 janvier 1846 - Paris 7e, 9 juillet 1916), marié à Paris 8e le 4 décembre 1872 avec Thérèse Maigne de La Gravière (1848-1933), nièce d'Evariste Bavoux, petite-fille de Nicolas Bavoux, sans postérité[7].

## Principales publications
- Examen de l'ouvrage du chevalier Bunsen, la place de l'Égypte dans l'humanité, Articles publiées dans les Annales de philosophie chrétienne (années 1846-1847)
- Mémoire sur l'inscription du tombeau d'Ahmès, chef des nautoniers (1851)
- Le Poème de Pentaour (1861)
- Rituel funéraire des anciens égyptiens (1861-1863)
- avec Aymard Athanase de Banville (photographies) et Jacques de Rougé (textes) : Album photographique de la mission remplie en Égypte ... 1863-1864, Paris, L. Samson, 1865 : 16 p. et 155 photographies sur papier albuminé d'après négatifs sur verre au collodion (Lire en ligne).
- Recherches sur les monuments qu'on peut attribuer aux six premières dynasties de Manéthon (1865)
- Mémoire sur les attaques dirigées contre l'Égypte par les Peuples de la Méditerranée, vers le XIVe siècle avant notre ère (1867), dont des extraits furent publiés dans le volume 16 de la Revue archéologique en 1867
- Chrestomathie égyptienne, ou Choix de textes égyptiens transcrits, traduits et accompagnés d'un commentaire perpétuel et précédés d'un abrégé grammatical (1867-1876)
- Inscriptions hiéroglyphiques copiées en Égypte pendant la mission scientifique de M. le Vte Emmanuel de Rougé, publiées par M. le Vte Jacques de Rougé (4 volumes, 1877-1879)
- Œuvres diverses (6 volumes, 1907-1918) Texte en ligne 1 3 5 6